# Cubitostrea
Cubitostrea is een monotypisch geslacht van tweekleppigen uit de  familie van de Ostreidae.
Cubitostrea plicata

Rechter klep
Linker klep

## Soort
- Cubitostrea gudexi (Suter, 1917) †